# Rhombophryne miery
Espèce
Synonymes
- Stumpffia miery Ndriantsoa, Riemann, Vences, Klages, Raminosoa, Rödel & Glos, 2013

Rhombophryne miery est une espèce d'amphibiens de la famille des Microhylidae.

## Répartition
Cette espèce est endémique de Madagascar.

## Publication originale
- Ndriantsoa, Riemann, Vences, Klages, Raminosoa, Rödel & Glos, 2013 : A new Stumpffia (Amphibia: Anura: Microhylidae) from the Ranomafana region, south-eastern Madagascar. Zootaxa, no 3636, p. 575-588.